# Roncesvalles
Roncesvalles (bask. Orreaga, fr. Roncevaux) – mała miejscowość i gmina w prowincji Nawarra, w północnej Hiszpanii, leżąca w Pirenejach, na wysokości 962 metrów, około 8 kilometrów od granicy francuskiej.
Roncesvalles jest znane w historii jako miejsce klęski tylnej straży wojsk Karola Wielkiego i śmierci Rolanda w roku 778, podczas bitwy w pobliskim wąwozie Roncevaux, gdy tylna straż Karola Wielkiego została zniszczona przez plemiona baskijskie. Bitwa ta została upamiętniona w Pieśni o Rolandzie.
Od średniowiecza miejscowość ta jest ulubionym miejscem postoju dla pielgrzymów wędrujących od strony Francji wzdłuż Drogi Świętego Jakuba do Santiago de Compostela, ponieważ jest to pierwsze miejsce nadające się do odpoczynku po przejściu granicy i przekroczeniu Pirenejów. W roku 1132 powstał tu klasztor augustianów, oferujący pielgrzymom miejsca noclegowe do dziś.